# Knauf Team
L'equip Knauf Team, conegut anteriorment com a Mikomax i l'última temporada com a Dynatek, va ser un equip ciclista professional polonès, que va competir de 2001 a 2007. A partir del 2005 va gaudir de categoria continental.

## Principals resultats
- Copa dels Carpats: Tomasz Lisowicz (2002)
- Szlakiem Grodów Piastowskich: Artur Krasinski (2003), Tomasz Kiendyś (2006)
- Cursa de la Solidaritat Olímpica: Oleg Joukov (2003)
- Gran Premi Velka cena Palma: Krzysztof Jezowski (2004)
- Dookoła Mazowsza: Piotr Zaradny (2005), Tomasz Kiendyś (2006)
- Szlakiem Walk Major Hubala: Tomasz Kiendyś (2005), Tomasz Lisowicz (2006)
- Copa Sels: Marcin Sapa (2005)
- SEB Tartu GP: Wojciech Pawlak (2006)
- Pomorski Klasyk: Krzysztof Jeżowski (2006)

### A les grans voltes
- Giro d'Itàlia
  - 0 participacions

- Tour de França
  - 0 participacions

- Volta a Espanya
  - 0 participacions

## Classificacions UCI
Fins al 1998 els equips ciclistes es trobaven classificats dins l'UCI en una única categoria. El 1999 la classificació UCI per equips es dividí entre GSI, GSII i GSIII. D'acord amb aquesta classificació els Grups Esportius I són la primera categoria dels equips ciclistes professionals. La següent classificació estableix la posició de l'equip en finalitzar la temporada.
| Temporada | Classificació per equips | Millor ciclista en la classificació individual |
| --------- | ------------------------ | ---------------------------------------------- |
| 2001      | 5è (GSIII)               | Oleksandr Klimenko (430è)                      |
| 2002      | 5è (GSIII)               | Wojciech Pawlak (497è)                         |
| 2003      | 8è (GSIII)               | Marcin Sapa (425è)                             |
| 2004      | 5è (GSIII)               | Marcin Sapa (408è)                             |

A partir del 2005, l'equip participa en els Circuits continentals de ciclisme. La taula presenta les classificacions de l'equip al circuit, així com el millor ciclista individual.
UCI Europa Tour
| Temporada | Classificació per equips | Millor ciclista en la classificació individual |
| --------- | ------------------------ | ---------------------------------------------- |
| 2005      | 22è                      | Piotr Zaradny (38è)                            |
| 2006      | 12è                      | Marcin Sapa (20è)                              |
| 2007      | 65è                      | Wojciech Pawlak (143è)                         |